# Miguel de Unamuno
Miguel de Unamuno (Bilbao, 29. rujna 1864. – Salamanca, 31. prosinca 1936.), baskijsko-španjolski pjesnik, novelist, filozof.
Studirao je jezike i filozofiju na Sveučilištu u Madridu. Nakon povratka u zavičaj, radio je kao profesor. Literarna djela počeo objavljivati u 43. godini života. Većinu svojih djela je pisao na španjolskom jeziku. Nekoliko članaka i pjesama je napisao i na baskijskom jeziku potpisavši ih kao Migel Unamunokoa.
U Salamanci, u ljeto 1936. godine proslavljeni pisac Miguel de Unamuno odlučio je javno dati potporu vojnoj pobuni u nadi da će ona unijeti red u sve veći kaos koji zahvaća Španjolsku. Odmah nakon toga ljevičarska ga vlada razrješuje s mjesta dekana Sveučilišta u Salamanci. U međuvremenu, general Francisco Franco priključuje svoje postrojbe ustanku te pokreće uspješan pohod s juga, dok potajno planira osobno preuzeti ratno zapovjedništvo. Sukob postaje krvav te su neki od njegovih prijatelja i kolega odvedeni i zatvoreni, što prisiljava Unamuna da preispita svoju početnu potporu te razmisli o svojim načelima. Miguel Unamuno je mislio da njihov trenutni režim (republika) ne ide dovoljno dobro i vjerovao je da oni desničari koji donose malo snage i reda mogu riješiti probleme Španjolske. Čak ih je i financirao. U međuvremenu je zatvorio oči pred stvarnošću, unatoč upozorenjima vrlo bliskih prijatelja i svim natpisima oko sebe, ali onda, kad se probudio, već je bilo prekasno. 

## Djela
nepotpuni popis
- O tragičnom osjećanju života - Del sentimiento trágico de la vida, (1913.), filozofski ogled
- Magla - Niebla, (1914.), roman
- Abel Sánchez (1917.), roman
- Tetka Tula - La tía Tula (1921.), roman
- Teresa (1924.), roman
- Mir u ratu - Paz en la guerra, (1897.), roman
- Sveti Emanuel Dobri, Mučenik - San Manuel Bueno, Mártir, (1931.), roman (smatra se najboljim djelom piščevog stveralašta)
- Život Don Quijoteov i Sanchov  - La vida de Don Quijote y Sancho, (1905)., proza
- Pjesme – Poesías, (1907.)
- Velázquezov Krist – El Cristo de Velázquez (1920.)
- posmrtno je objavljen njegov lirski dnevnik koji je pisao sustavno od 1928. do smrti, Pjesmarica - Cancionero, (1953).

## Vanjske poveznice
- Biography, images and curiosities of Unamuno  Arhivirana inačica izvorne stranice od 16. travnja 2014. (Wayback Machine)
- Dossier na Unamuno  Arhivirana inačica izvorne stranice od 13. prosinca 2014. (Wayback Machine)